# 高砂市立松陽中学校
高砂市立松陽中学校（たかさごしりつ しょうようちゅうがっこう）は、兵庫県高砂市松陽一丁目にある公立中学校。

## 教育目標
1. 「自主」: 学力、個性を伸ばし、生きがいを見つける生徒
2. 「協調」: お互いに尊重し合い、磨き合う生徒
3. 「創造」: 自ら考え、創造への意欲を燃やす生徒

## 校区
- 伊保崎1丁目9番～25番、伊保崎2丁目1番～21番・23番・24番
- 伊保崎3丁目6番・8番～10番、伊保崎4丁目14番～16番
- 伊保崎南12番・18番～26番

※以上の区域は、所属自治会によっては高砂市立竜山中学校へ通う場合もある。
- 高須、梅井1丁目～6丁目、伊保町梅井、曽根町、松陽1丁目、伊保崎6丁目9番・10番

高砂市立曽根小学校の生徒と高砂市立伊保南小学校の生徒が進学する。生徒数のうち、曽根小学校から進学してきた生徒が大半を占める。

## 沿革
- 1947年（昭和22年）04月 - 伊保小学校に伊保中学校開校・曽根小学校に曽根中学校開校
- 1949年（昭和24年）04月 - 印南郡学校組合立松陽中学校設立認可
- 1954年（昭和29年）04月 - 市制実施に伴い、高砂市立松陽中学校に改称
- 1983年（昭和58年）10月 - 第22回近畿中学校技術家庭科研究兵庫大会開催
- 1987年（昭和62年）03月 - 校長室、職員室、視聴覚室、保健室、美術室、調理室等完成
- 1996年（平成08年）03月 - 体育館竣工
- 1999年（平成11年）06月 - 開校50周年記念式典挙行
- 2001年（平成13年）03月 - プール改築工事
- 2002年（平成14年）11月 - 人権教育研究発表
- 2009年（平成21年）06月 -  開校60周年記念式典挙行
- 2019年（令和元年）12月 - 第30回兵庫県ハンドボール新人大会に優勝し全国大会に出場する

## 行事
- 4月 着任式、始業式、離任式、入学式、対面式、2,3年生実力考査、家庭訪問、進路説明会
- 5月 PTA総会、授業参観、修学旅行、2年校外学習、1年生校外活動、わくわくステージ
- 6月 創立記念日、教育実習、中体連市内大会、1学期定期考査
- 7月 実力考査、個別懇談会、球技大会、中体連東播大会・県大会、生徒総会、終業式
- 8月 中体連近畿大会・全国大会
- 9月 始業式、体育大会、実力考査、中体連市内新人大会、プール着替えテスト
- 10月 加印連合音楽会、3年実力考査、中間考査、文化祭
- 11月 2年トライやるウィーク、3年実力考査、進路説明会、生徒会選挙、1年わくわくオーケストラ
- 12月 期末考査、球技大会、個別懇談会、生徒総会、終業式
- 1月 実力考査、始業式、3年個別懇談会、1・2年カルタ会
- 2月 卒業考査
- 3月 1・2年生学年末考査、卒園式、修了式、期末考査

## 部活動

### 運動部
- 野球部
- サッカー部
- 陸上競技部
- 柔道部
- 水泳部
- 剣道部
- バスケットボール部
- 男子ソフトテニス部
- バドミントン部
- ハンドボール部

### 文化部
- 吹奏楽部
- 茶道部
- 美術部

## 体罰
2013年2月、野球部の父母会が全部員の親に監督による体罰を隠蔽するよう指示し、複数の生徒が体罰があったと回答すると、その生徒の親に内容を訂正するよう働きかけた。その後、学校側が野球部員への再調査を実施したところ「体罰を受けた」とする回答が増えた。
2018年、野球部顧問が同部部員の態度に腹を立て、首をつかみ柱に押し付ける暴行を加えた。部員の保護者が学校を訪れ被害を訴えたが、学校側は体罰を市教育委員会に報告しなかったことが問題となった。

## 周辺
- コープ高砂店
- ファミリーマート高砂松陽店
- すき家高砂松陽店
- キリン堂松陽店
- ローソン高砂松陽店
- コメダ珈琲高砂松陽店
- 但陽信用金庫高砂西支店

## 交通アクセス
- 山陽電気鉄道本線 曽根駅から北東へ約700m
- じょうとんバス（高砂市コミュニティバス）31系統：松陽中学校前バス停下車すぐ
- 兵庫県道718号明石高砂線（旧国道250号・通称旧浜国道） 松陽中学校前交差点入る

## 校区が隣接している学校
- 高砂市立荒井中学校
- 高砂市立竜山中学校
- 高砂市立鹿島中学校
- 姫路市立大的中学校